# Moteur 8140 Sofim
Le moteur Sofim 8140 est un moteur à explosion, diesel quatre temps, avec 4 cylindres en ligne alésés directement dans le bloc en fonte, refroidi par eau, doté d'un vilebrequin sur 5 paliers, avec arbre(s) à cames en tête entraîné(s) par une courroie de distribution crantée. La culasse est en aluminium avec les soupapes en tête. Le moteur a été développé et produit par la société italienne SOFIM S.p.A. dont la conception a été achevée en 1974. Ce moteur a été lancé en 2 cylindrées 2,0 et 2,4 litres, puis en 2,5 et 3,0 litres en versions 8 soupapes. Les versions les plus récentes existent également en 16 soupapes.
Il a été utilisé dans le domaine automobile mais surtout dans les véhicules utilitaires et de nombreux matériels, dans le monde entier. Initialement présenté en version atmosphérique avec injection indirecte, les versions turbo sont apparues en 1985 et les versions turbo à injection directe en 1989 avec la 1re série des IVECO TurboDaily.

## Histoire
La société SOFIM S.p.A. (Società Franco Italiana Motori / Société Franco Italienne de Moteurs) est créée au début des années 1970 entre les constructeurs automobiles italiens Fiat et Alfa Romeo (concurrents à cette époque) et français Saviem devenu Renault Véhicules Industriels pour concevoir et produire une nouvelle génération de moteurs diesel puissants et rapides. Le partenaire français revend très rapidement ses parts (avec une bonne plus-value) pour ne devenir qu'un client privilégié de la société intégrée dans le groupe Fiat.
À partir de 1980, des turbocompresseurs équipent le moteur Sofim 8140. Le modèle de base de 2,4 litres voit sa cylindrée augmentée à 2,5 litres, avec une puissance de 93 à 103 chevaux, équipe l'IVECO Daily, la Fiat Croma (1985), la Renault Safrane, le Renault Master, le Renault gamme B, le Renault Mascott, le Citroën Jumper/Relay, le Peugeot Boxer/Manager et le Fiat Ducato II notamment.
La seconde génération du moteur Sofim 8140 est le premier moteur pour automobiles et utilitaires légers à être doté de l'injection directe en 1980, puis d'un arbre à cames en tête avec quatre soupapes.
En 1999, le moteur Sofim 8140 est le premier à adopter dans sa catégorie le Common rail, un brevet Fiat-Magneti-Marelli et le turbocompresseur à géométrie variable en 2000. Il est alors commercialisé sous la référence Sofim 8140.21.

## Les différentes versions 2,0 - 2,4 - 2,5 & 2,8 litres
Les moteurs SOFIM ont été livrés à de très nombreux constructeurs italiens et étrangers : Fiat Automobiles, Fiat Professional, Lancia, Iveco, Citroën, Peugeot, Renault, R.V.I., Saviem, Opel/Vauxhall, UAZ, Nissan, Talbot, Zastava Kamioni, Daimler Trucks, Mitsubishi Fuso, FSO, Santana, GAZ, etc.

### Moteurs SOFIM 8140 -1resérie

#### SOFIM 8144.65
Ce moteur diesel quatre cylindres d'une cylindrée de 1 995 cm3 a équipé peu de temps notamment les Fiat 131 Mirafiori et Fiat 132 de 3e génération ainsi que la Fiat Nuova Camagnola 2,0 D pour éviter la surtaxe en Italie, instaurée à la suite du deuxième choc pétrolier de 1979 jusqu'en 1984, sur les automobiles d'une cylindrée supérieure à 2.000 cm³. Avec un alésage de 88 mm et une course de 82 mm, ce moteur avec un rapport de compression de 22:1, développe une puissance maxi de 44,1 kW / 60 Ch DIN à 4.400 tr/min et un couple de 113 N m à 2.400 tr/min. Ce moteur n'a jamais reçu de turbocompresseur.

#### SOFIM 8140.61 / 8144.61
C'est le premier moteur d'une longue série que produira le groupe Fiat sous cette marque. Il se distingue par un alésage de 93,0 mm et une course de 90,0 mm donnant une cylindrée totale de 2 445 cm3. Avec un taux de compression de 22:1, il développe, en version de base (atmosphérique), une puissance maximale de 52,9 kW / 72 Ch DIN à 4.200 tr/min et un couple de 147 N m à 2.400 tr/min. Ce moteur a été livré avec plusieurs niveaux de puissance selon la demande des clients.
Ce moteur a d'abord été proposé avec 2 niveaux de puissance :
- un niveau bas destiné au groupe Renault, qui l'a rebaptisé en interne S8U-730 et S8U-731, version développant 66 Ch DIN à 3.800 tr/min, avec injection indirecte Bosch. Il a équipé deux utilitaires :
  - Renault Trafic 2.4 Diesel (1980 - 1989),
  - Renault Master 1 - B70 & B120 (1980 - 1998).

En 1990, à l'occasion de la mise à jour de la gamme des véhicules commerciaux Renault, et notamment le Trafic, le constructeur français a demandé à relever la puissance du moteur à 69 Ch DIN à 3.900 tr/min. Le code moteur devient SOFIM 8140. qui sera rebaptisé en S8U-720 et S8U-722 par Renault.
- Le moteur de référence 8140.61 ou 8144.61 destiné à certains modèles Fiat développait 72 Ch DIN à 4.200 tr/min avec un couple de 147 N m à 2.400 tr/min. Ce moteur a équipé notamment les modèles suivants :
  - Fiat 131 2500 Diesel (1978-83),
  - Fiat 132 2500 Diesel (1978-81),
  - Fiat Argenta Diesel (1981-85),
  - Fiat Nuova Campagnola 2.5 Diesel (1979-87),
  - Fiat Ducato I (1981-89),
  - Alfa Romeo AR6 (1981-93),
  - Iveco Daily Mk1 2.5 D (1978-90),
  - Peugeot J5 2.5 diesel (1981-94),
  - Citroën C25 2.5 diesel (1981-94),
  - Fiat Campagnola AR 76 (1979).

#### SOFIM 8140.21 / 8144.21
Ce moteur est la version suralimentée à injection directe du moteur SOFIM 8140.61. Grâce à l'adoption d'un turbocompresseur sans intercooler), la puissance maximale est de  68 kW soit 92,5 Ch DIN à 3.800 tr/min avec un couple de 215 N m à 2.200 tr/min. Ce moteur a été renommé par Renault S8U-750. Il a équipé notamment :
- Fiat Ducato Mk1 2.5 TD (1981-89),
- Iveco Turbodaily Mk1 2.5 (1980-90),
- Peugeot J5 2.4 turbodiesel (1981-90),
- Citroën C25 2.4 turbodiesel (1981-90),
- Renault Master Mk1 B90 (1986-90).

#### SOFIM 8140.81
Lancée en 1983, cette version du moteur de base SOFIM 8140.61 injection indirecte de 2 445 cm3 est dotée d'un turbocompresseur qui porte la puissance à 90 Ch DIN (66 kW) à 4.100 tr/min avec un couple de 196 N m à 2 400 tr/min. Ce moteur a équipé notamment : 
- Fiat Argenta 2,4 Turbodiesel (1983-85),

#### SOFIM 8144.91
En 1985, Fiat lance la version SOFIM 8144.91, nouvelle version du moteur de base turbocompressé 8144.81 mais avec, en plus, un intercooler. La puissance passe alors à 74 kW / 101 Ch DIN à 4000 tr/min avec un couple de 217 N m à 2300 tr/min. Ce moteur a équipé notamment : 
- Fiat Croma 2.4 Turbodiesel (1985-89),
- Lancia Thema 2.4 Turbodiesel (1984-88),

### Moteurs SOFIM 8140 - deuxième série
En 1985, Fiat abandonne la version 2,0 litres SOFIM 8144.65 et modifie la version 8144.61 dont la cylindrée passe de 2445 à 2 499 cm3 et devient SOFIM 8144.67. Ce moteur sera d'abord proposé en version atmosphérique puis, à partir de 1989, en version turbocompressée avec intercooler.
Pour les versions destinées à Renault, le moteur SOFIM 8140.61, rebaptisé S8U en code interne usine par Renault, d'une cylindrée de 2 445 cm3 aspiré et injection indirecte de 72 Ch DIN est remplacé en 1990 par le SOFIM 8140.67 de 2 499 cm3 (avec une course augmentée de 2 mm) renommé S9U par Renault.

#### SOFIM 8140.67
Ce nouveau moteur remplace le SOFIM 8140.61 / 8144.61 avec l'injection indirecte. La cylindrée a été portée à 2 499 cm3 grâce à la course augmentée de 2 mm. La puissance maxi est de 62 kW soit 84 Ch DIN à 4.200 tr/min. Ce moteur a équipé notamment :
- Fiat Ducato 2.5 D (1994-1998),
- Fiat Croma 2.5 D (1985-1989).

Une version spéciale légèrement plus puissante à 80 Ch DIN à 4.000 tr/min a été fournie à Renault pour équiper les Renault Master Mk2 2.5 D fabriqués de 1998 à 2001.

#### SOFIM 8144.97
Cette version complète l'offre du SOFIM 8140.67 avec un moteur à injection indirecte, suralimenté avec intercooler développant une puissance maximale de 85 kW soit 115 Ch DIN à 3.900 tr/min avec un couple de 250 N m à 2.200 tr/min. Ce moteur a équipé notamment :
- Lancia Thema 2.5 Turbodiesel (1988-94),
- Fiat Croma 2.5 Turbodiesel (1989-1996),
- Renault Safrane 2.5 RNdt/RTdt/RXEdt (1993-96).

#### SOFIM 8140.07
Cette version remplace le SOFIM 8140.61 / 8144.61 et correspond au nouveau moteur SOFIM lancé en 1985 dont la cylindrée est passée à 2.499 cm³, avec un alésage inchangé à 93 mm et une course augmentée de 2 mm portée à 92 mm. Cette version aspirée dispose de l'injection directe. La puissance maximale est de 75 Ch DIN à 4.200 tr/min avec un couple de 162 N m à 2.000 tr/min. Ce moteur a équipé notamment :
- Fiat Ducato Mk1 2.5 D (1989-94),
- Iveco Daily Mk2 2.5 D (1990-94),
- Renault Trafic Mk1 2.5 D (1990-94),
- Renault Master 1 - B70 & B120 2.5 D (1990-97).

#### SOFIM 8140.27
Cette version remplace le moteur SOFIM 8140.81 avec turbocompresseur sans intercooler. Lancé en 1989 pour remplacer le moteur SOFIM 8140.21, il en conserve les caractéristiques principales de puissance 70 kW soit 95,2 Ch DIN à 3.800 tr/min avec un couple de 216 N m à 2.200 tr/min. Ce moteur a équipé notamment :
- Fiat Ducato Mk1 2.5 TD (1989-94),
- Peugeot J5 2.5 TD (1989-94),
- Citroën C25 2.5 TD (1989-94),
- Renault Trafic Mk1 2.5 TD (1989-95),
- Renault Master Mk1 2.5 TD (1989-97).

Fiat a développé une version avec une puissante portée à 76 kW soit 103,5 Ch DIN à 3.800 tr/min avec un couple de 225 N m à 2.000 tr/min. Ce moteur a équipé notamment :
- Iveco TurboDaily Mk2 2.5 (1985-2000).

#### SOFIM 8140.47
Ce moteur va être la référence des moteurs SOFIM de 2.499 cm³ de cylindrée. C'est la version avec intercooler du SOFIM 8140.27. Grâce à l'adoption de l'intercooler, la puissance et le couple maximum ont été nettement augmentés et la consommation diminuée de 8 % selon le constructeur. La puissance maxi atteint désormais 115 Ch DIN / 85 kW à 3.800 tr/min avec un couple de 245 N m à 2.000 tr/min. Ce moteur a équipé notamment :
- Fiat Ducato Mk2 2.5 TDI (1994-2002),
- Iveco Turbodaily 2.5 TDI (1989-1994),
- Peugeot Boxer/Manager 2.5 TDI (1994-2002),
- Citroën Jumper/Relay 2.5 TDI (1994-2002),
- Renault Master Mk1 2.5 TDI (1994-97),
- Opel/Vauxhall Movano Mk1 2.5 TDI (1999-2001),
- Nissan Interstar 2.5 TDI (1999-2001).

### Moteurs SOFIM 8140 - troisième série
En 1996, après 18 ans de bons et loyaux services, Fiat décide de renouveler sa gamme de moteurs SOFIM et conçoit un tout nouveau moteur dont la cylindrée est portée à 2,8 litres. Ce nouveau moteur reprend les caractéristiques générales des moteurs précédents dont les performances sont toujours parmi les concurrents. L'alésage est passé à  94,4 mm et la course à 100,0 mm. La cylindrée totale est désormais de 2.799 cm³. Comme pour les deux précédentes séries, ce moteur va être disponible en de nombreuses versions.
Comme pour les modèles de la 1re et 2e série, Renault a renommé en interne les moteurs SOFIM en SxW pour les modèles de 2 799 cm3

#### SOFIM 8140.63
C'est la version aspirée à injection indirecte du nouveau 2,8 litres SOFIM diesel. Cette version a été proposée pour des utilisations particulières pour lesquelles certains constructeurs de matériels divers ne veulent ou ne peuvent pas utiliser des moteurs turbocompressés. La puissance maximale est limitée à 85 Ch DIN. Ce moteur a équipé quelques véhicules utilitaires et notamment :
- Fiat Ducato Mk2 2.8 D (1996-99),
- Iveco Daily Mk2 2.8 D (1996-99),
- Renault Master Mk2 2.8 D (1996-2001).
- Citroën Jumper/Relay ....2.8 D (.   -2001).

#### SOFIM 8140.23
Ce moteur est une version SOFIM 2.8 Turbodiesel, injection directe sans intercooler. Avec un rapport de compression de 18.5:1 il développe une puissance maximale de 103 Ch DIN à 3.600 tr/min avec un couple de 240 N m à 1.900 tr/min. Ce moteur a équipé notamment :
- Fiat Ducato Mk2 2.8 TD (1996-2002),
- Iveco Turbodaily Mk2 2.8 TD (1996-2000),
- Peugeot Boxer/Manager Mk1 2.8 TD (1996-2000),
- Citroën Jumper/Relay 2.8 TD (1996-2000),
- Renault Master Mk1 2.8 TD (1996-97),
- Renault Master Mk2 2.8 DTi (1998-2002),
- Opel/Vauxhall Movano Mk1 2.8 TD (1999-2000),
- Nissan Interstar Mk1 2.8 TD (1999-2002).

#### SOFIM 8140.43
Ce moteur est la version du SOFIM 8140.23 mais avec un intercooler grâce auquel la puissance est portée à 118 Ch DIN à 3.600 tr/min et le couple à 270 N m à 1.800 tr/min. Ce moteur a équipé notamment :
- Fiat Ducato Mk2 2.8 TDI (1996-99),
- Iveco Daily Mk2 2.8 TDI (1996-2000),
- Peugeot Boxer/Manager Mk1 2.8 TDI (1996-2000),
- Citroën Jumper/Relay Mk1 2.8 TDI (1996-2000),
- Renault Master Mk1 2.8 TDI (1996-97),
- Opel/Vauxhall Movano 2.8 DTI (2000-02),
- Renault Master Mk2 2.8 DTI (1998-2002).

#### SOFIM 8140.43R
Cette version est équipée du système Common Rail, turbocompresseur avec injection directe, avec une puissance bridée à 86 Ch DIN. Ce moteur a équipé notamment :
- Iveco Daily Mk3 2.8 JTD (2000-06);

#### SOFIM 8140.43C
Pendant une courte période, certains utilisateurs et constructeurs de matériels particuliers ont demandé un moteur turbocompressé équipé d'une pompe rotative (sans le système Common Rail) développant 122 Ch DIN. Fiat en a profité pour équiper l'Iveco Daily série Mk3 de 2000 à 2006 avec ce moteur SOFIM 8140.43C. Ce moteur a été remplacé par la version SOFIM 8140.43B.

#### SOFIM 8140.43B
C'est la version moins puissante du SOFIM 8140.43S destinée à remplacer le moteur SOFIM  8140.23 à la suite de l'adoption du système Common Rail sur toute la gamme des moteurs Fiat-SOFIM. La puissance a été bridée à 106 Ch DIN à 3.600 tr/min et le couple à 260 N m à 1.800 tr/min.

#### SOFIM 8140.43S
Ce moteur est la version de référence de la version 2,8 litres du moteur SOFIM, avec injection directe système Common Rail BOSCH EDC15C7. C'est la version normale de ce moteur dont la puissance est de 126 Ch DIN à 3.600 tr/min avec un couple de 300 N m à 1.800 tr/min. Ce moteur a équipé notamment :
- Fiat Ducato Mk2 2.8 JTD (1999-2005),
- Iveco Daily Mk3 2.8 JTD (2000-06),
- Peugeot Boxer/Manager Mk1 2.8 HDI (2000-05),
- Citroën Jumper/Relay Mk1 2.8 HDI (2000-05),
- Renault Master Mk2 2.8 dCi (2000-02),
- Opel/Vauxhall Movano Mk1 2.8 CDTI (2000-02),
- Nissan Interstar 2.8 dCi (2000-02).

#### SOFIM 8140.43N
Ce moteur est très semblable au SOFIM 8140.43S mais il est doté d'un turbocompresseur à géométrie variable. La puissance passe à 146 Ch DIN à 3.600 tr/min et le couple à 320 N m à 1.500 tr/min.

## Moteurs SOFIM intégrés dans FPT
À partir de 2006, les moteurs SOFIM ont été intégrés dans la très large gamme des moteurs Fiat Powertrain Technologies. 
Dès 2004, les modèles du groupe Fiat (Fiat Professional et Iveco) ont remplacé les moteurs SOFIM par des moteurs FPT - Fiat Powertrain Technologies F1A  d'une cylindrée de 2,3 litres et F1C d'une cylindrée de 3,0 litres, en version diesel ou CNG, tous Euro 6, hybrides ou électriques.